# Bezejovice
Bezejovice (německy Besejowitz) jsou malá vesnice, část městyse Maršovice v okrese Benešov. Nachází se asi 4,5 km na severovýchod od Maršovic. V roce 2009 zde bylo evidováno 14 adres.
Bezejovice leží v katastrálním území Zahrádka u Benešova o výměře 8,22 km².

## Historie
První písemná zmínka o vesnici pochází z roku 1395.
Za druhé světové války se ves stala součástí vojenského cvičiště Zbraní SS Benešov a její obyvatelé se museli 31. prosince 1943 vystěhovat.
Údajně byl za druhé světové války v Bezejovicích schován Štěchovický poklad.[zdroj⁠?!]

## Další fotografie

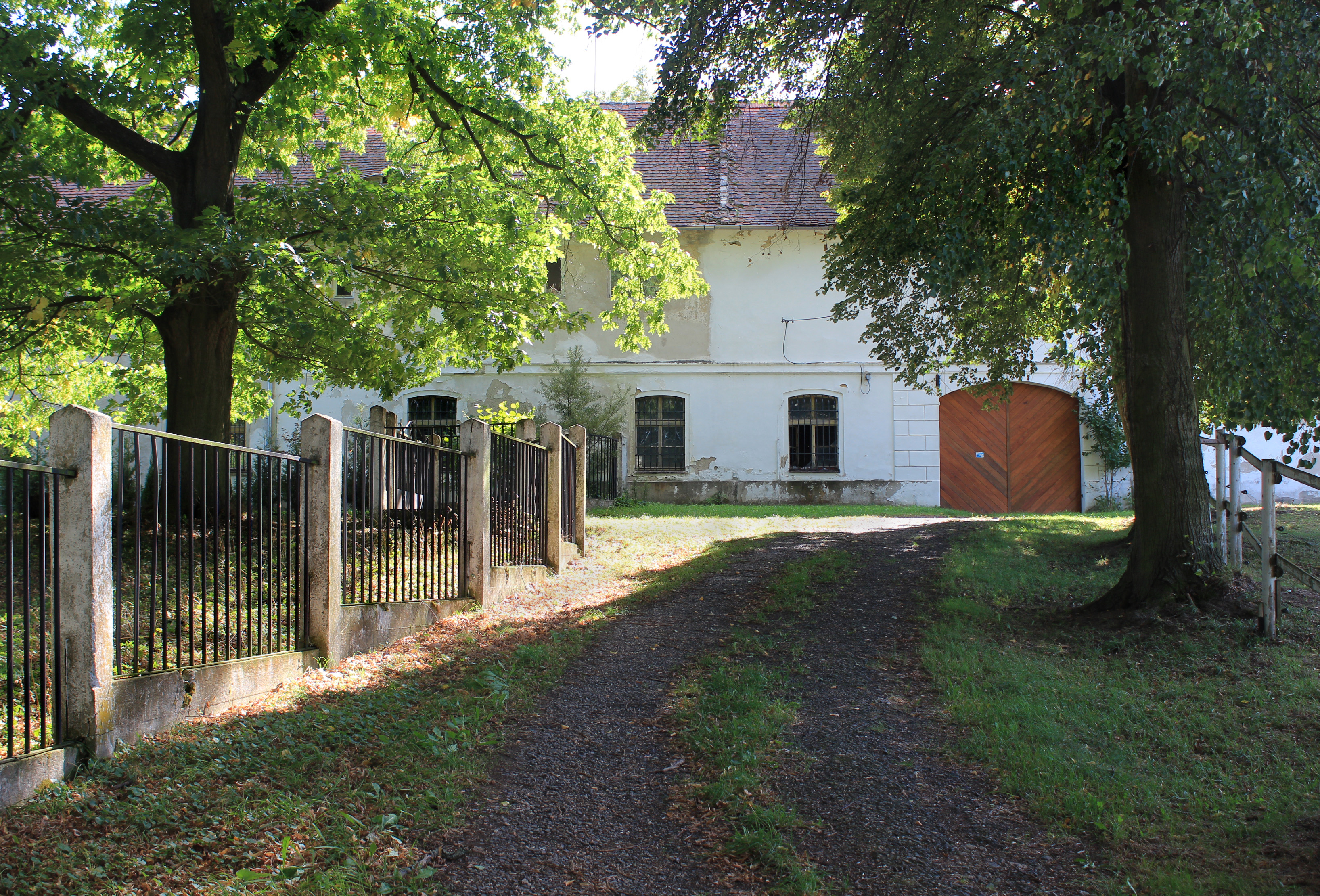
Vjezd do statku
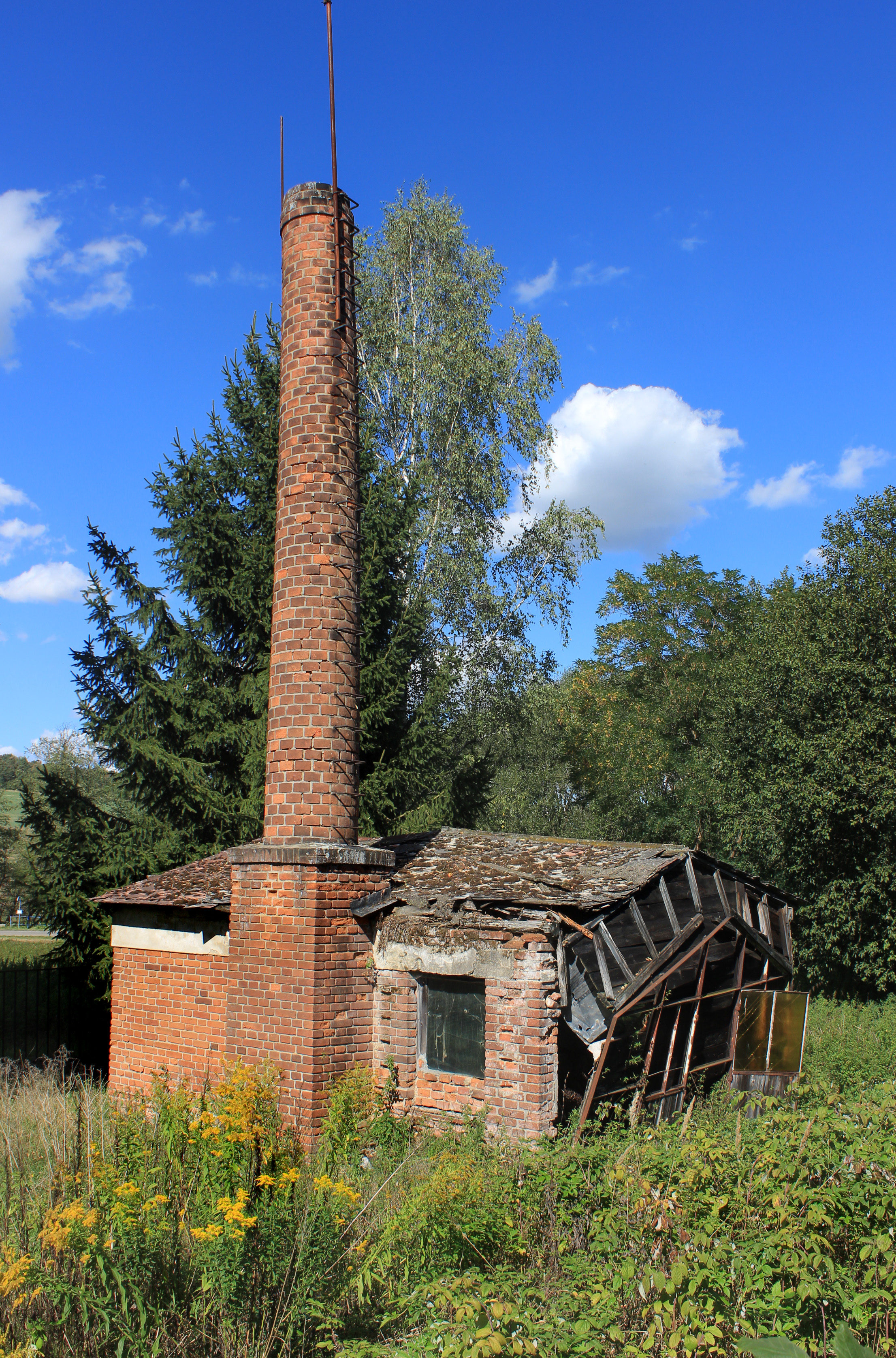
Rozpadající se komín pod statkem